# Ponte Lungo (Roms tunnelbana)
Ponte Lungo är en station på Roms tunnelbanas Linea A. Stationen är uppkallad efter Piazza di Ponte Lungo och togs i bruk den 16 februari 1980.
Stationen Ponte Lungo har:
- Biljettautomater

## Kollektivtrafik
- Järnvägsstation (Roma Tuscolana)
- Busshållplats för ATAC

## Omgivningar
- Via Latina
- Parco della Caffarella
- Via Appia Nuova
- Via Tuscolana
- Stazione di Roma Tuscolana